# Plagiohammus pollinosus
Plagiohammus pollinosus là một loài bọ cánh cứng trong họ Cerambycidae.